# Euscelidia bechuana
Euscelidia bechuana är en tvåvingeart som beskrevs av Dikow 2003. Euscelidia bechuana ingår i släktet Euscelidia och familjen rovflugor. Inga underarter finns listade i Catalogue of Life.